# Amithao obscurus
Amithao obscurus är en skalbaggsart som beskrevs av Conrad L. Schoch 1896. Amithao obscurus ingår i släktet Amithao och familjen Cetoniidae. Inga underarter finns listade i Catalogue of Life.